# 6-メチルサリチル酸デカルボキシラーゼ
6-メチルサリチル酸デカルボキシラーゼ(6-methylsalicylate decarboxylase、EC 4.1.1.52)は、以下の化学反応を触媒する酵素である。
6-メチルサリチル酸 {\displaystyle \rightleftharpoons } 3-クレゾール + CO2
従って、この酵素の基質は、6-メチルサリチル酸のみ、生成物は、3-クレゾールと二酸化炭素の2つである。
この酵素はリアーゼ、特に炭素-炭素結合を切断するカルボキシリアーゼに分類される。系統名は、6-メチルサリチル酸 カルボキシリアーゼ (3-クレゾール形成)(6-methylsalicylate carboxy-lyase (3-cresol-forming))である。他に、6-methylsalicylic acid (2,6-cresotic acid) decarboxylase、6-MSA decarboxylase、6-methylsalicylate carboxy-lyaseとも呼ばれる。